# Nậm Dê
Nậm Dê hay Nậm Giê là một phụ lưu của Nậm Mu, phụ lưu cấp 2 của sông Đà. Nậm Dê chảy ở huyện Tam Đường tỉnh Lai Châu, Việt Nam .
Sông có chiều dài 22 km và diện tích lưu vực là 217 km² .

## Thủy điện
Dự án Thủy điện Nậm Giê có công suất 4 MW dự kiến xây dựng ở xã Sơn Bình (trước đây là Bình Lư) huyện Tam Đường tỉnh Lai Châu, khởi động tháng 9/2006 nhưng đến tháng 10/2017 chưa xây dựng .

## Chỉ dẫn
1. ↑  Trong tiếng Thái-Tày "Nậm" có nghĩa là nước, sông, suối.

- Có lỗi biên tập trong "Danh mục lưu vực sông liên tỉnh"[4] là Nậm Dê và Huổi Hô không phải "sông liên tỉnh" mà nằm gọn trong xã Sơn Bình huyện Tam Đường, Lai Châu. Tại xã này sáng ngày 24/4/2014 đã xảy ra vụ "sập cầu treo ở bản Chu Va làm 8 người chết" [6]. Nậm Dê cũng ở rất xa tỉnh Sơn La.